# Clark-Level
Der Clark-Level ist ein histologisches System, um die Stadien eines malignen Melanoms einzuteilen. Dabei wird im operativ entfernten Krebsgewebe und in den noch umgebenden gesunden Hautanteilen bei einer mikroskopischen Untersuchung bestimmt, wie weit das tiefste noch nachweisbare Tumorgewebe von der Hautoberfläche entfernt ist. Man spricht daher auch von der Eindringtiefe nach Clark. 
Für das Clark-Level ist die Größe der oberflächlichen Ausbreitung des Tumors oder sein Volumen unerheblich. Er gibt aber einen Hinweis darauf, wie weit verschiedene Schichten der Haut bereits betroffen sind. Da die Ausbreitung eines Hauttumors wesentlich davon abhängt, ob er in der Lage ist, auch tiefere Schichten mit Lymph- und Blutgefäßen zu erreichen, stellt der Clark-Level einen prognostischen Faktor dar, um ein weiteres therapeutisches Vorgehen entscheiden zu können. 
- Clark-Level I: Alle Tumorzellen befinden sich oberhalb der Basalmembran (entspricht einem melanoma in situ)
- Clark-Level II: Überschreitung der Basalmembran, Invasion in die Papillenschicht (Stratum papillare) der Dermis.
- Clark-Level III: Invasion bis an die Grenze zur Netzschicht (Stratum reticulare) der Dermis.
- Clark-Level IV: Invasion in die Netzschicht
- Clark-Level V: Invasion in die Subkutis

Der Clark-Level wird meist mit weiteren Klassifikationssystemen zusammen angegeben, so der Tumordicke nach Breslow und der TNM-Klassifikation.
Der Clark-Level ist nach dem US-amerikanischen Dermatologen Wallace H. Clark jr. (1924–1997) benannt, der dieses Beurteilungschema für das maligne Melanom 1969 veröffentlichte.